# 댄 데일리
댄 데일리(Dan Dailey, 1915년 12월 14일 ~ 1978년 10월 16일)는 미국의 배우이다.